# Florence Bancaud
Pour les articles homonymes, voir Bancaud.
Florence Bancaud, née en 1967, est une germaniste française, spécialiste de l'œuvre de Franz Kafka.

## Biographie
Ancienne élève de l'École normale supérieure (promotion L1989), agrégée d'allemand, docteur ès études germaniques (1997) elle est professeur de littérature allemande à l'université Aix-Marseille I.
Son habilitation à diriger des recherches portait sur l'esthétique du laid en Allemagne de 1750 à 1914.

## Ouvrages
- Le Roman de formation au XVIIIe siècle en Europe, Nathan, coll. « 128 », 1998.  (ISBN 978-2091910239)
- Le Journal de Franz Kafka ou l'écriture en procès, CNRS Éditions, coll. « CNRS-littérature », 2002.  (ISBN 978-2271058461)
- Franz Kafka, Belin, coll. « Voix allemandes », 2006.  (ISBN 978-2701139609)
- Elfriede Jelinek, Belin, coll. « Voix allemandes », 2010.  (ISBN 978-2-7011-4668-3)
- L'Image trompeuse (sous sa dir.), Aix en Provence, Presses universitaires de Provence, 2016.  (ISBN 9791032000571)
- Kafka, Die Erzählungen, Atlande, coll. « Clefs concours », 2022.  (ISBN 9782350308609)